# 24-я армия (вермахт)
24-я армия (нем. 24. Armee) — создана 26 апреля 1945 года.

## История армии
Штаб 24-й армии был создан в ноябре 1944 года на основе части штаба 5-го армейского корпуса, на границе с Швейцарией. До апреля 1945 года подчинённых частей штаб армии не имел. С марта 1945 года официальное наименование — «Альпийская крепость» (Festung Alpen). После капитуляции Германии 8 мая 1945 года сдалась американским войскам.

## Состав армии
С 26 апреля 1945:
- 405-я дивизия
- боевая группа «Фридрихсхафен»
- боевая группа «Бодензе»

## Командующий армией
- Генерал пехоты Ханс Шмидт